# Lauria
Lauria, en català Làuria o Llúria, és una localitat italiana de la província de Potenza, regió de Basilicata, amb 13.504 habitants. És la ciutat històricament més gran de la regió històrica al sud-oest de Lucania. És una pictoresca ciutat medieval, típicament mediterrània. Hi van néixer molts personatges il·lustres. Va ser el lloc de naixença de qui esdevindria almirall de la flota aragonesa, Roger de Llúria, durant el període de domini de la Corona d'Aragó del Regne de Sicília; i del seu fill, Jordi de Llúria, mercedari beatificat la commemoració del qual té lloc el 14 de juliol.

## Evolució demogràfica
| Gràfica d'evolució demográfica de Lauria entre 1861 i 2008 |
|                                                            |

## Cinema
El 2009 aquesta ciutat va ser entre que es van incloure en el filmatge del film Basilicata coast to coast. S'hi veia una banda de músics travessar la regió de la Basilicata de Maratea fins a Scanzano Jonico. El film va ser dirigit per Rocco Papaleo, qui a més va fer d'actor al costat d'Alessandro Gassman, Max Gazzè i Giovanna Mezzogiorno.